# يوشيو فوجيوارا
يوشيو فوجيوارا (باليابانية: 藤原 良夫)، هو لاعب كرة قدم ياباني سابق كان يلعب كمهاجم. سبق له أن لعب مع منتخب اليابان.

## وصلات خارجية
- يوشيو فوجيوارا على موقع ناشيونال فوتبول تيمز (الإنجليزية)

- National Football Teams
- Japan National Football Team Database